# Vương tộc Borbón (Tây Ban Nha)
Vương tộc Borbón, hay Borbón-Anjou, là vương tộc hiện đang trị vì Tây Ban Nha, xuất phát từ Vương tộc Bourbon có nguồn gốc từ Pháp, khi Philippe của Pháp, Công tước xứ Anjou trở thành Quốc vương Tây Ban Nha với trị hiệu Felipe V. Do đó, có thể gọi tên Vương tộc là Vương tộc Borbón-Anjou mặc dù thường được gọi là Vương tộc Borbón.
Vương tộc Borbón-Anjou đã trị vì ở Tây Ban Nha từ năm 1700 cho đến nay ngoại trừ thời kỳ Napoléon (1808-1813),  Cách mạng Sáu năm (1868-1874), Đệ nhị Cộng hòa (1931-1939) và Chế độ độc tài của Tướng quân Franco (1939-1975).

## Vương tộc Borbón ở Tây Ban Nha
Vương tộc Borbón-Anjou xuất phát từ Philippe của Pháp, Công tước xứ Anjou, cháu nội của Louis XIV của Pháp. Với cái chết của Carlos II của Tây Ban Nha, vị Quốc vương Tây Ban Nha cuối cùng của Vương tộc Habsburgo, Philippe đã tuyên bố là Vua của Tây Ban Nha vào năm 1700 với tên hiệu Felipe V, với tư cách là hậu duệ của María Teresa của Tây Ban Nha. Tuyên bố này đã dẫn đến cuộc chiến tranh giành quyền kế vị của người Tây Ban Nha, chống lại người đòi ngai vàng Tây Ban Nha khác của Vương tộc Habsburg là  Đại vương công Karl của Áo, một hậu duệ của María Ana của Tây Ban Nha.
Sự tồn tại của cùng một dòng dõi cai trị ở Pháp và Tây Ban Nha không cản trở hai quốc gia có chính sách cai trị độc lập, nhưng tạo điều kiện thuận lợi cho các liên minh chính trị và quân sự giữa các vị vua Pháp và Tây Ban Nha, chẳng hạn như các thỏa thuận của Hiệp ước Gia đình hoặc việc tiến vào đất Tây Ban Nha của quân đội Pháp Les cent-mille fils de Saint Louis nhằm giúp Fernando VII giành lấy ngai vàng Tây Ban Nha.
Vương tộc Borbón-Anjou chia rẽ vào thành hai nhóm đối địch vào thế kỷ 19. Một là phái Carlist đến từ kẻ đòi ngai vàng Carlos María Isidro của Tây Ban Nha đối địch với Isabel II của Tây Ban Nha và chồng là Phối vương Francisco de Asís của Tây Ban Nha. Xung đột này dẫn đến các cuộc nội chiến khác nhau, cái gọi là Cuộc chiến Carlist. Sau khi dòng chính của nhánh Carlist tuyệt tự, hầu hết những người còn lại theo chủ nghĩa Carlist công nhận nhánh Borbone-Parma là người thừa kế, hiện được đại diện bởi Carlos Javier của Borbón-Parma .

## Các vị vua của Vương tộc Borbón-Anjou
- Chiến thắng trong cuộc chiến tranh kế vị
  - Felipe V (1700-1746)
  - Luis I (1724)
  - Fernando VI (1746-1759)
  - Carlos III (1759-1788)
  - Carlos IV (1788-1808)
- Lần phục tịch thứ 1
  - Fernando VII (1813-1833)
  - Isabel II (1833-1868)
- Lần phục tịch thứ 2
  - Alfonso XII (1875-1885)
  - Alfonso XIII (1886-1931)
- Lần phục tịch thứ 3
  - Juan Carlos I (1975-2014)
  - Felipe VI (2014-nay)

## Phả hệ

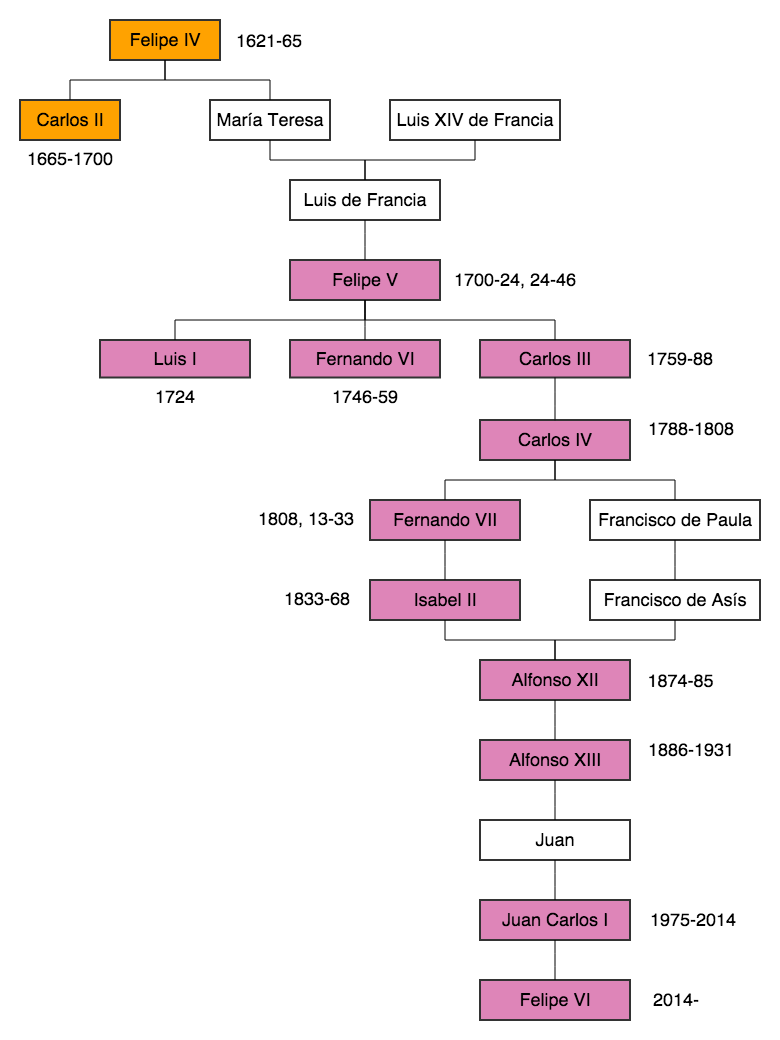
Cây gia phả biểu thị quan hệ của các vị quân chủ Tây Ban Nha thuộc Vương tộc Borbón-Anjou (màu hồng), mối quan hệ với các vị quân chủ thuộc Vương tộc Habsburgo thông qua María Teresa của Tây Ban Nha và nhánh Bourbon ở Pháp thông qua Louis XIV của Pháp.